# مسابقات جهانی تنیس روی میز ۱۹۵۲

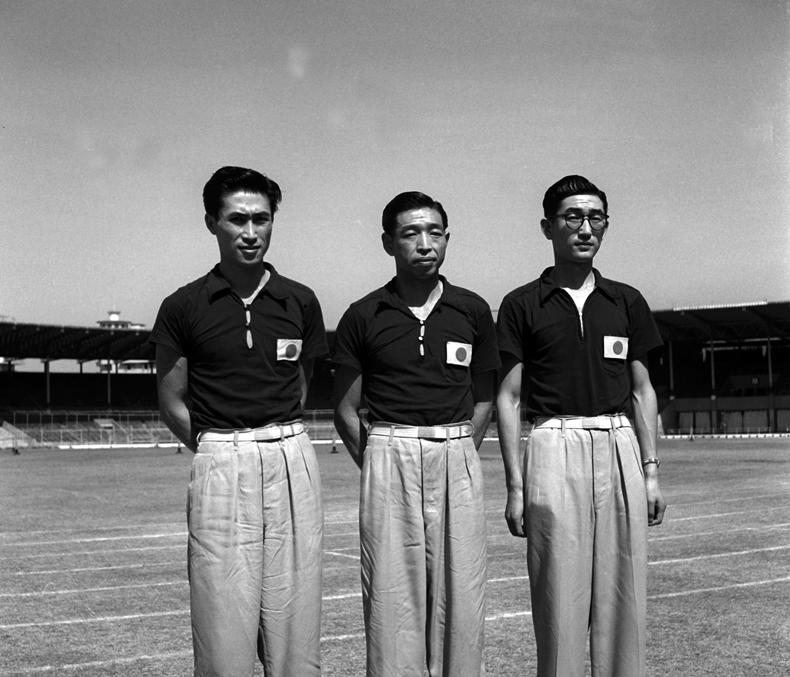
سه بازیکن ژاپن در مسابقات جهانی تنیس روی میز ۱۹۵۲

مسابقات جهانی تنیس روی میز ۱۹۵۲ (انگلیسی: 1952 World Table Tennis Championships) نوزدهمین دوره مسابقات جهانی تنیس روی میز است که در شهر بمبئی، هند برگزار شده است.
این مسابقات از ۱ تا ۱۰ فوریه ۱۹۵۲ در دو بخش تیمی و انفرادی انجام شده است.